# Tólengés
A tólengés (vagy seiche) az állóvizek felszínén vagy magában a víztestben bekövetkező nagyobb mértékű kibillenés, amit a hidrológia tudománya vizsgál.

## Jellemzése, fajtái
A légkörben zajló áramlási viszonyok nem kiegyensúlyozott jellege miatt a nagyobb állóvizeket, pl. tavakat, tengereket egy bizonyos területen alacsonyabb légnyomás éri, mint máshol. Minden állóvízen létezik, viszont csak a nagy kiterjedésűeken lehet számszerű paraméterekkel mérni, és a következményeit egyértelműen beazonosítani.
Ezen természeti jelenségnél a magasabb légnyomású részről vízáramlás indul meg az alacsonyabb légnyomású felé – ekkor az adott tó denivellálódik –, ami akár összegződhet a szél által keltett denivellációval. Amikor a légköri viszonyok egyensúlyba kerülnek, a feltorlódott víztömeg visszaáramlik; ehhez a folyamathoz a Föld gravitációs hatása is hozzájárul. Ekkor periodikus, mérleghintaszerű mozgás következik be, melyet „tólengésnek” vagy „seiche”-nek nevezünk. A mértékét, vagyis periodicitását és lengésidejét a meder méretei, valamint a légköri viszonyok határozzák meg.

A folyamatos hullám (piros) mutatja a két szaporító hullám összegét, amelyek ellenkező irányban mozognak (zöld és kék)

A tólengést, azaz a seiche periódusidejét a következő matematikai összefüggéssel számíthatjuk ki:
{\displaystyle T={\frac {2L}{\sqrt {zg}}}}
A kifejezésben szereplő összetevők:
T: periódusidő, s
L: a tómeder hossza, m
g: nehézségi gyorsulás, m/s2
z: vízmélység, m
Egyes tavak tólengésének periódusideje:
- Genfi-tó: 73 perc
- Boden-tó: 56 perc
- Balaton: 10–12 óra

### Felszíni tólengés
A felszínen bekövetkező seiche esetében a légköri viszonyok és a fellépő gravitációs erő vízfelszínre gyakorolt hatásának következtében egycsomós, úgynevezett uninodális tólengés alakulhat ki. Ezt csak a tómeder tagoltsága tudja befolyásolni, aminek révén kettős-, vagyis többcsomós, úgynevezett bi- és multinodális tólengések is kialakulhatnak.

### Belső tólengés
A vízfelszínre ható légköri viszonyok és a gravitációs erő okozzák, amik viszont nem váltanak ki olyan nagy hatást, és a tó termoklin rétegének hintaszerű mozgása jelentősebb vízálláskülönbség nélkül, gyorsan stabilizálódik. A vízfelszín dőlésszöge ellentétes a felszíni tólengésnél tapasztalhatóval, ami annak köszönhető, hogy a vízfelszín a tónak azon az oldalán, ahová feltorlódik, szinte lenyomja a termoklin réteget, ezáltal a mozgás amplitúdója nagyobb lesz. Természetesen ezt is igen komolyan befolyásolja a meder morfológiája. Jelentősége nagyobb, mert amikor a tápanyagdús, hipolimnetikus réteg, a víz felső része diszturbinanciajelleggel, lökésszerűen az epilimnionban juthat, jelentősen megváltoztathatja az ottani viszonyokat, ha tápanyaghiány áll fenn. Ezen jelenség megfigyelhető pl. a Kineret-tóban: a nyári rétegzettség során a belső seiche nagy hatással van a tó tápanyagforgalmára.

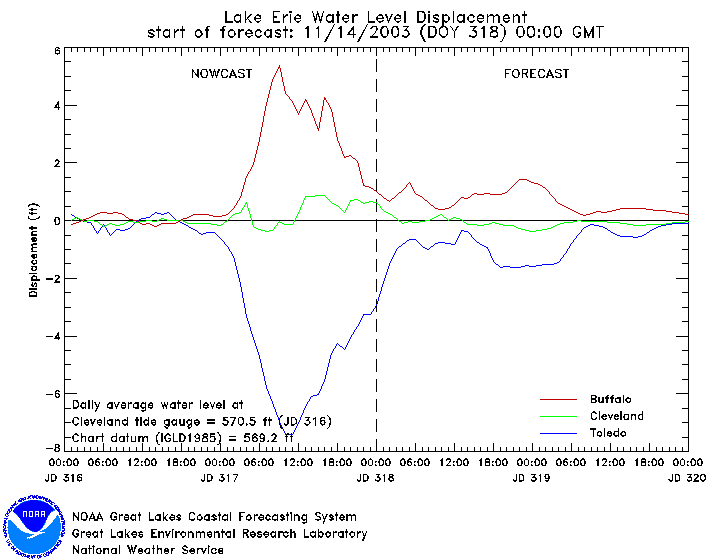
A vízszint különbségei, melyeket a tólengés idézett elő az Erie-tavon: Buffalo (piros) és Toledo, Ohio (kék) nyilvántartott adatai 2003. november 14-én

A belső tólengés periódusidejét a következőképpen becsülhetjük meg (T, nap):
{\displaystyle T={\frac {2L}{\frac {g(D_{h}+D_{e})}{\sqrt {({\frac {D_{h}}{z_{h}}}+{\frac {D_{e}}{z_{e}}})}}}}}
A kifejezésben szereplő összetevők:
L: a tómeder hossza, m
g: nehézségi gyorsulás, m/s2
{\displaystyle z_{h}}: a hipolimnion mélysége, m
{\displaystyle z_{e}}: az epilimnion mélysége, m
{\displaystyle D_{h}}: a hipolimnetikus víz sűrűsége, g/cm3
{\displaystyle D_{e}}: az epilimnetikus víz sűrűsége, g/cm3
A belső tólengést nemcsak a gravitációs erő generálhatja, hanem a földrengést okozó belső erő is létrehozhat egy tengerben effajta vízmozgási jelenséget, amelyet szökőárnak neveznek. Ekkor a belső tólengés kialakulása a tenger medréből induló, lökésszerű hullám következménye lesz, ami a part menti részeken feltorlasztja a tengervizet, ezáltal nagy hullámokat hozva létre.